# Plancha de ropa

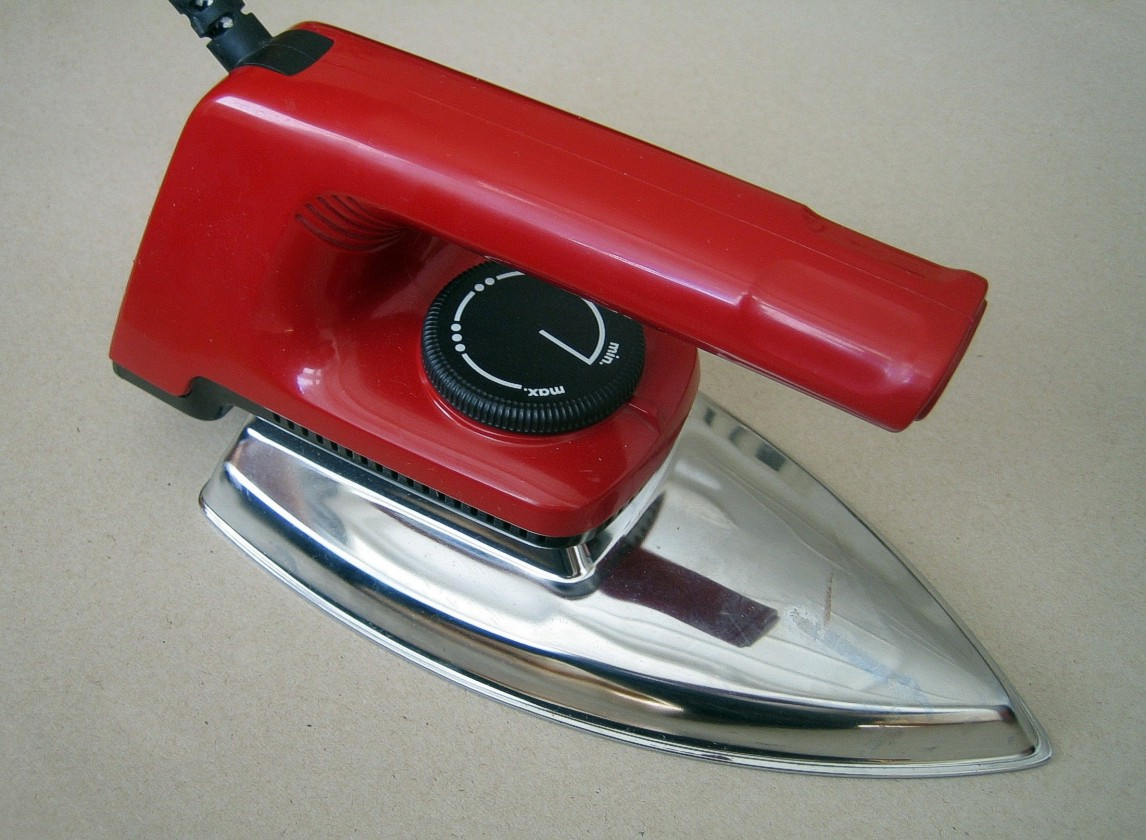
Plancha de ropa.

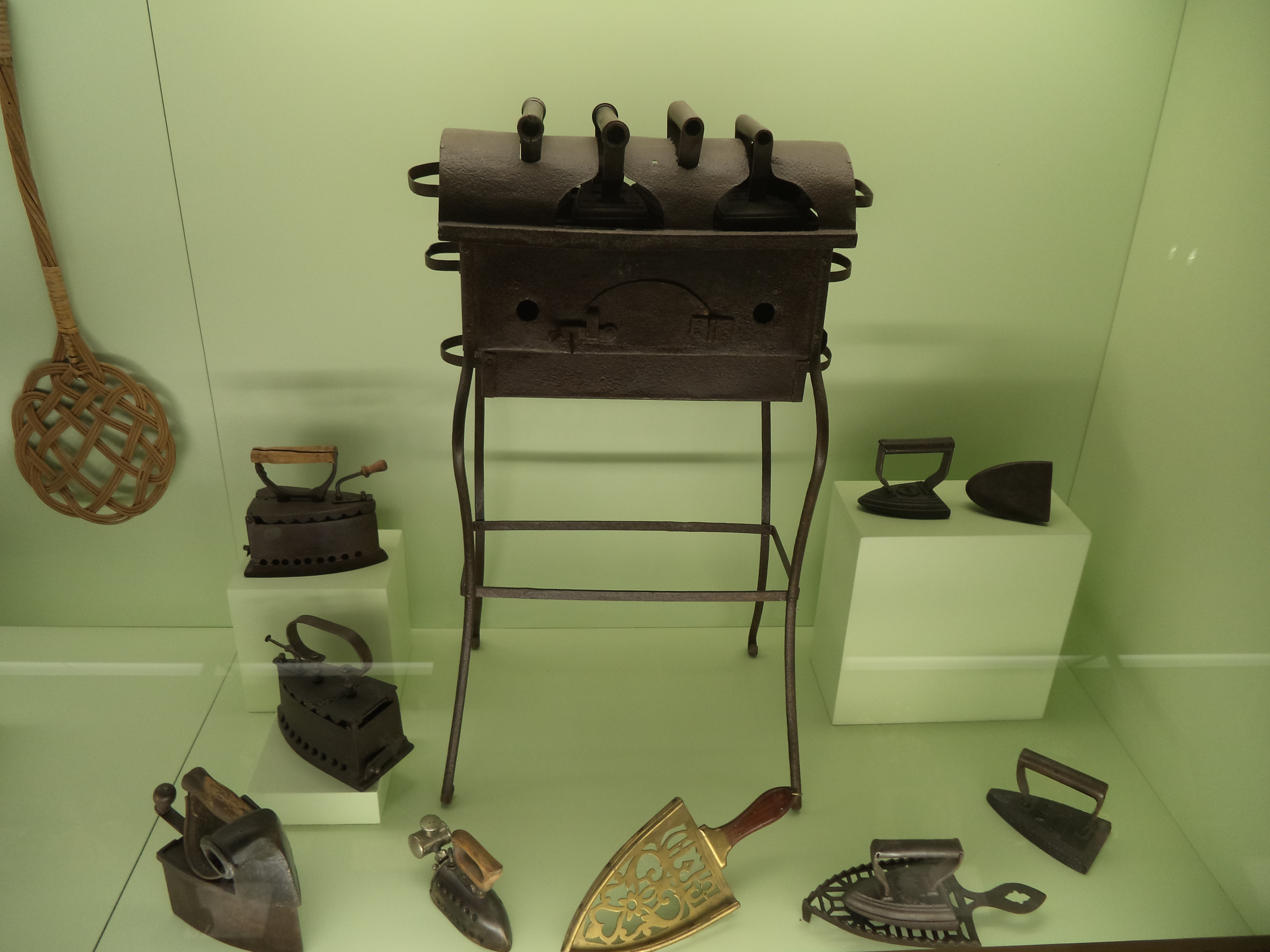
Material para planchar del. En el centro hornillo para calentar planchas y de izquierda a derecha y de arriba abajo hay: una plancha de carbón, una plancha, otra plancha, una plancha de carbón con chimenea, una plancha de carbón, una plancha de alcohol, un planchero, una plancha sobre un planchero y otra plancha. Museo de Artes y Costumbres de Sevilla

Una plancha, o hierro, es un electrodoméstico utilizado en casas, aunque también hay planchas para uso industrial y comercial, usadas en fábricas de ropa y tintorerías, que sirve para alisar la ropa quitándole las arrugas y las marcas y evitando que transmitan enfermedades infecciosas. La plancha trabaja alisando los vínculos entre las cadenas largas de moléculas de polímero que existen en las fibras del material. Las fibras se estiran y mantienen su nueva forma cuando se enfrían. Esto lo logra con calor, ya que funciona como una resistencia calentadora con peso. Algunos materiales como el algodón requieren el empleo de agua o vapor de agua para aflojar los lazos intermoleculares y mejorar el planchado.

## Historia y desarrollo

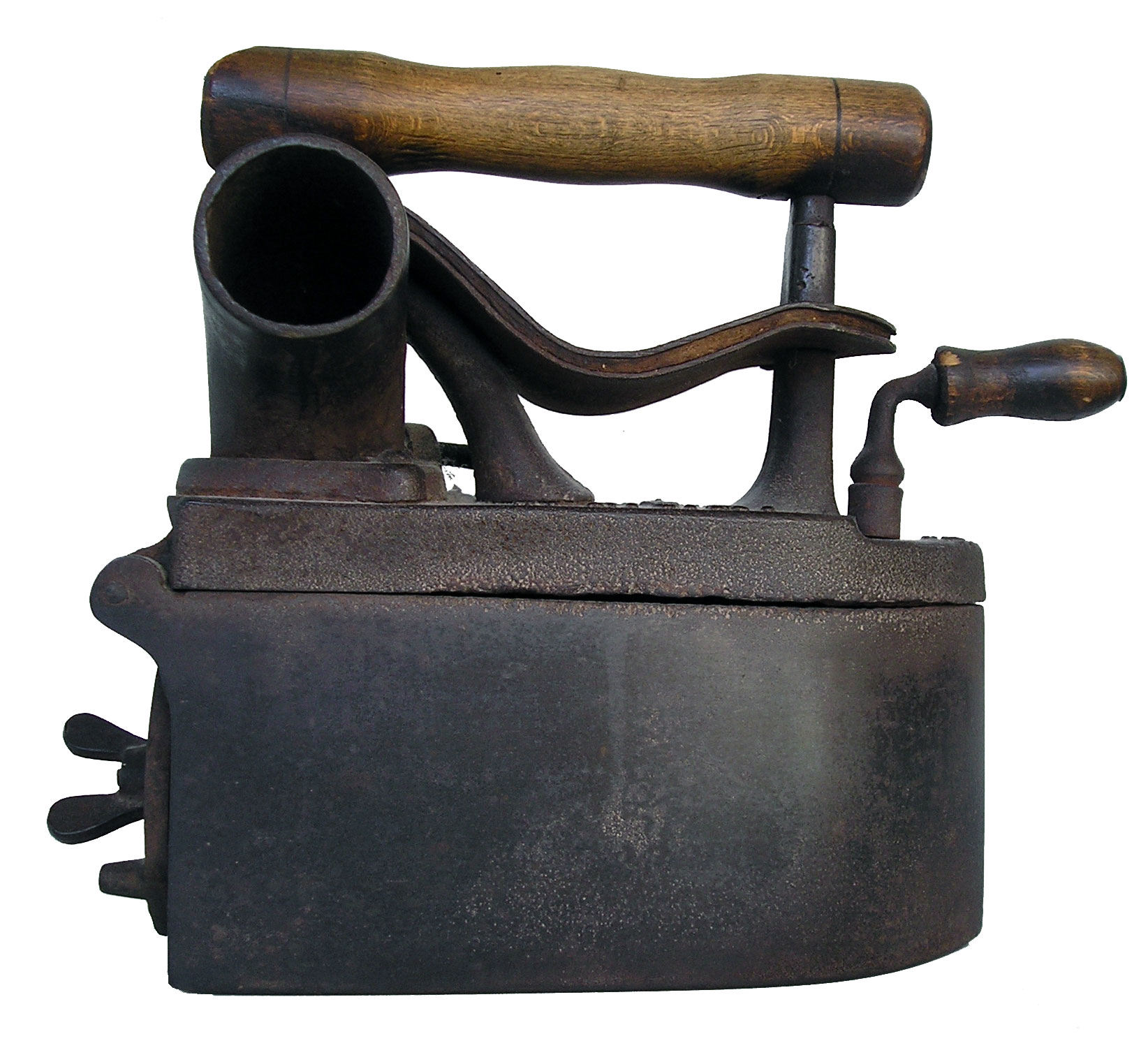
Una plancha de carbón.

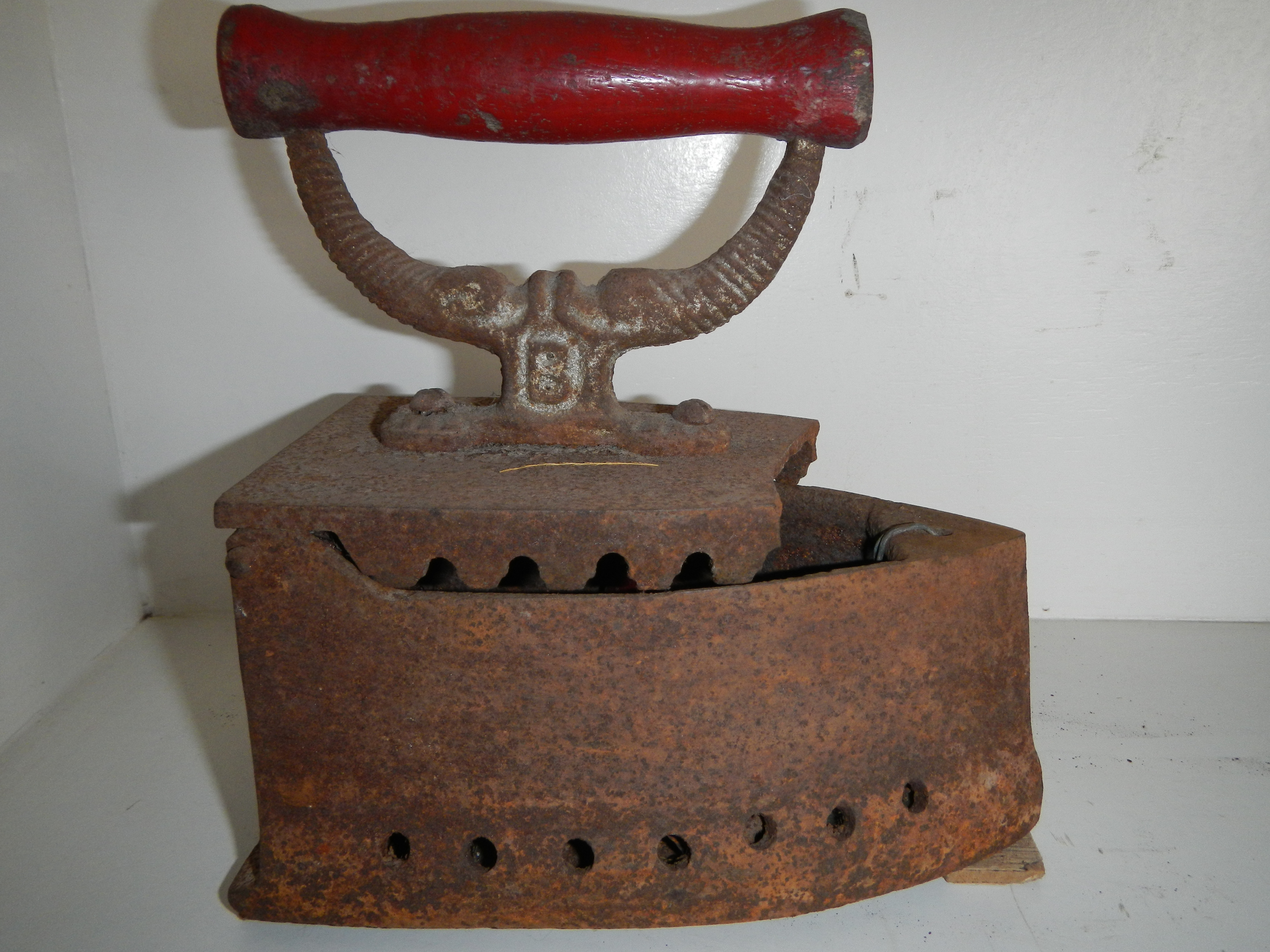
Plancha de caja (Museo de Minalin, Pampanga, Filipinas.)

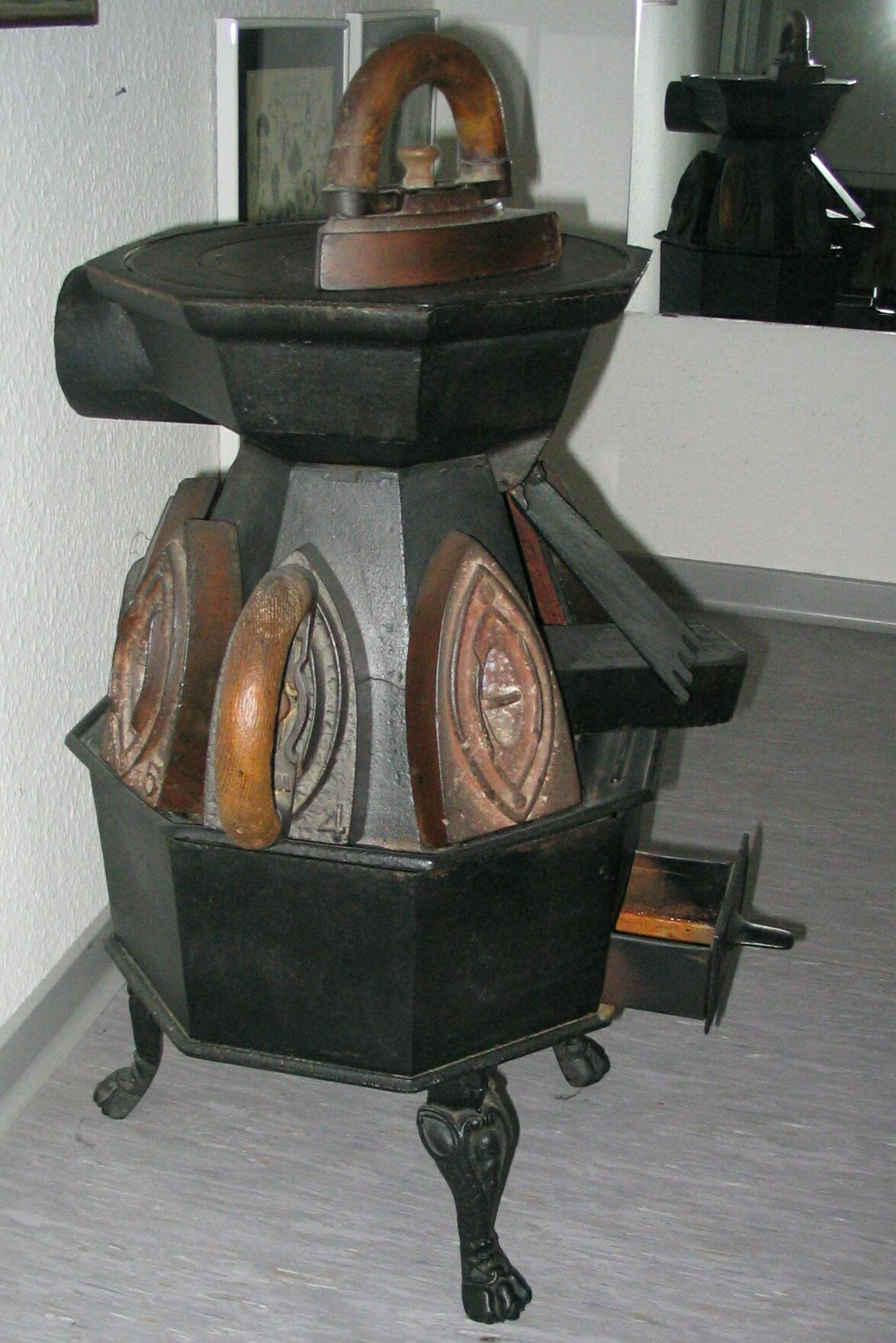
Estufa de hierro plano.

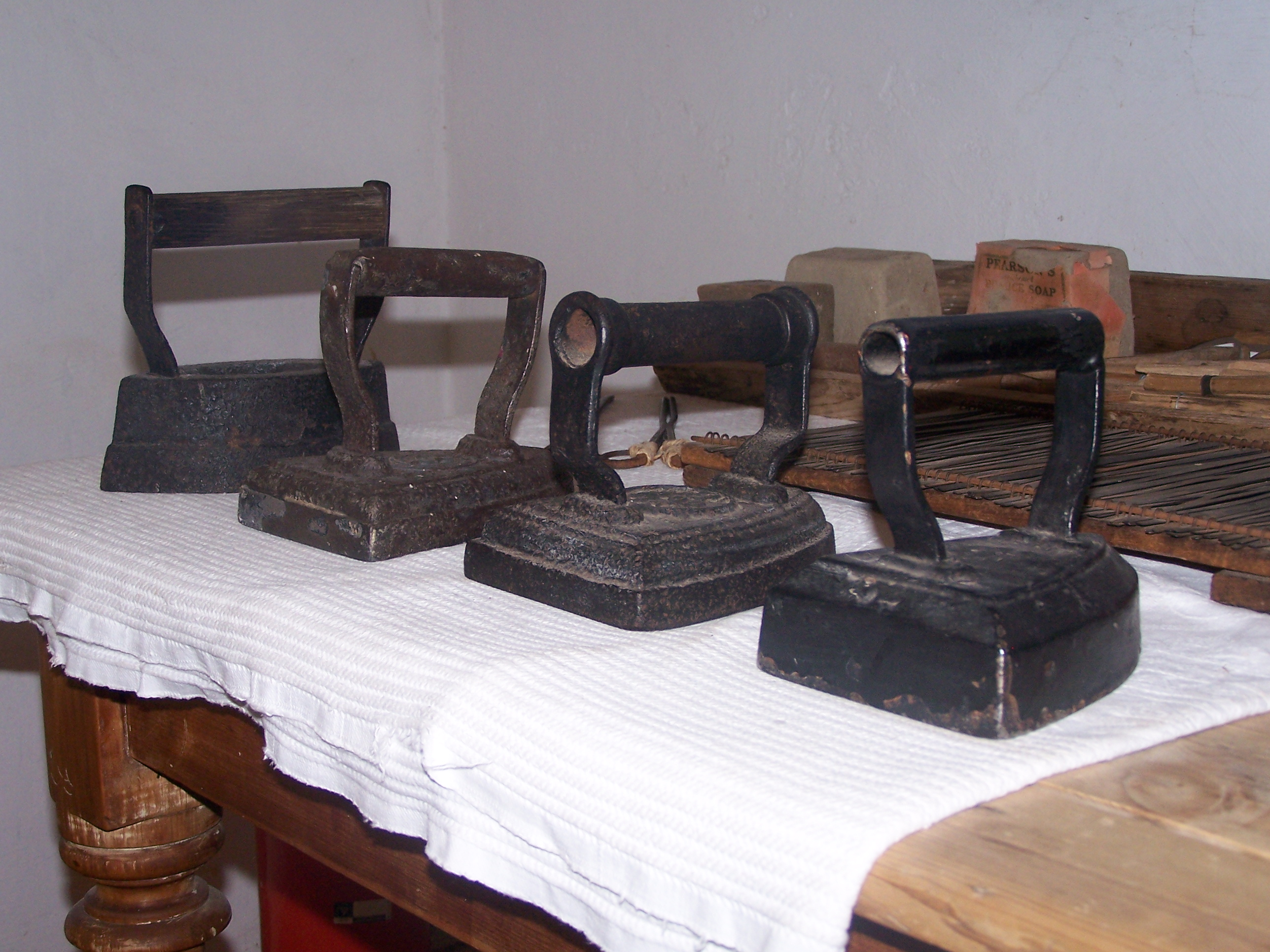
Típicas planchas inglesas del (Colección Tranby House, Australia). La forma fue utilizada por los anticuarios victorianos para describir un estilo de escudo medieval, denominado por analogía "escudo calentador".

Antes de la introducción de la electricidad, las planchas se calentaban por combustión, ya fuera en un fuego o con alguna disposición interna. El estadounidense Henry Seely White inventó una "plancha eléctrica" y la patentó el 6 de junio de 1882. Pesaba casi 15 libras (6,8 kg) y tardaba mucho en calentarse. Se dice que la Electricity Association del Reino Unido afirmó que una plancha eléctrica con arco de carbono apareció en Francia en 1880, pero esto se considera dudoso.
Dos de los tipos más antiguos de hierro eran recipientes llenos de una sustancia ardiente o trozos sólidos de metal que podían calentarse directamente.
Las cacerolas de metal llenas de carbón caliente se utilizaban para alisar tejidos en China en el siglo I a. C. Un diseño posterior consistía en una caja de hierro que podía llenarse con carbón caliente, que debía airearse periódicamente acoplando un fuelle. A finales del siglo XIX y principios del XX, había muchas planchas en uso que se calentaban con combustibles como queroseno, etanol, aceite de ballena, gas natural, gas carburo (acetileno, como en las lámparas de carburo), o incluso gasolina. Algunas casas estaban equipadas con un sistema de tuberías para distribuir el gas natural o el gas carburo a diferentes habitaciones con el fin de hacer funcionar aparatos como planchas, además de las luces. A pesar del riesgo de incendio, las planchas de combustible líquido se vendieron en las zonas rurales de Estados Unidos hasta la Segunda Guerra Mundial. En Kerala, en la India, se utilizaban cáscaras de coco ardiendo en lugar de carbón vegetal, ya que tienen una capacidad calorífica similar. Este método se sigue utilizando como dispositivo de reserva, ya que los cortes de electricidad son frecuentes. Otras planchas tenían insertos de metal caliente en lugar de carbón.
A partir del siglo XVII, comenzaron a utilizarse los sadirons o sad iron (del inglés medio sad, que significa sólido, utilizado en inglés hasta el siglo XIX). Eran gruesas planchas de hierro fundido, triangulares y con mango, que se calentaban en el fuego o en una estufa. También se llamaban planchas.  Un lavandero empleaba un grupo de planchas macizas que se calentaban desde una única fuente: Cuando la plancha en uso se enfriaba, podía sustituirse rápidamente por otra caliente. 
En el mundo industrializado, estos diseños han sido sustituidos por la plancha eléctrica, que utiliza resistiva calentada por una corriente eléctrica. La placa caliente, llamada suela, está hecha de aluminio o acero inoxidable pulido para que sea lo más lisa posible; a veces está recubierta de un plástico resistente al calor de baja fricción para reducir la fricción por debajo de la de la placa metálica. El elemento calefactor está controlado por un termostato que conecta y desconecta la corriente para mantener la temperatura seleccionada. La invención de la plancha eléctrica calentada por resistencia se atribuye a Henry W. Seeley, de Nueva York, en 1882. Ese mismo año se introdujo en Francia una plancha calentada por arco de carbono, pero era demasiado peligrosa para tener éxito. Las primeras planchas eléctricas no tenían un modo fácil de controlar su temperatura, y la primera plancha eléctrica controlada termostáticamente apareció en la década de 1920. Más tarde se utilizó el vapor para planchar la ropa. La invención de la plancha de vapor se atribuye a Thomas Sears. La primera plancha eléctrica de vapor comercializada fue introducida en 1926 por una empresa neoyorquina de secado y limpieza, Eldec, pero no tuvo éxito comercial. En 1934, Max Skolnik, de Chicago, obtuvo la patente de una plancha eléctrica de vapor y un amortiguador. En 1938, Skolnik concedió a la Steam-O-Matic Corporation de Nueva York el derecho exclusivo a fabricar planchas eléctricas de vapor. Esta fue la primera plancha de vapor que alcanzó cierto grado de popularidad, y abrió el camino a un uso más generalizado de la plancha eléctrica de vapor durante las décadas de 1940 y 1950.

### Tipos y nombres

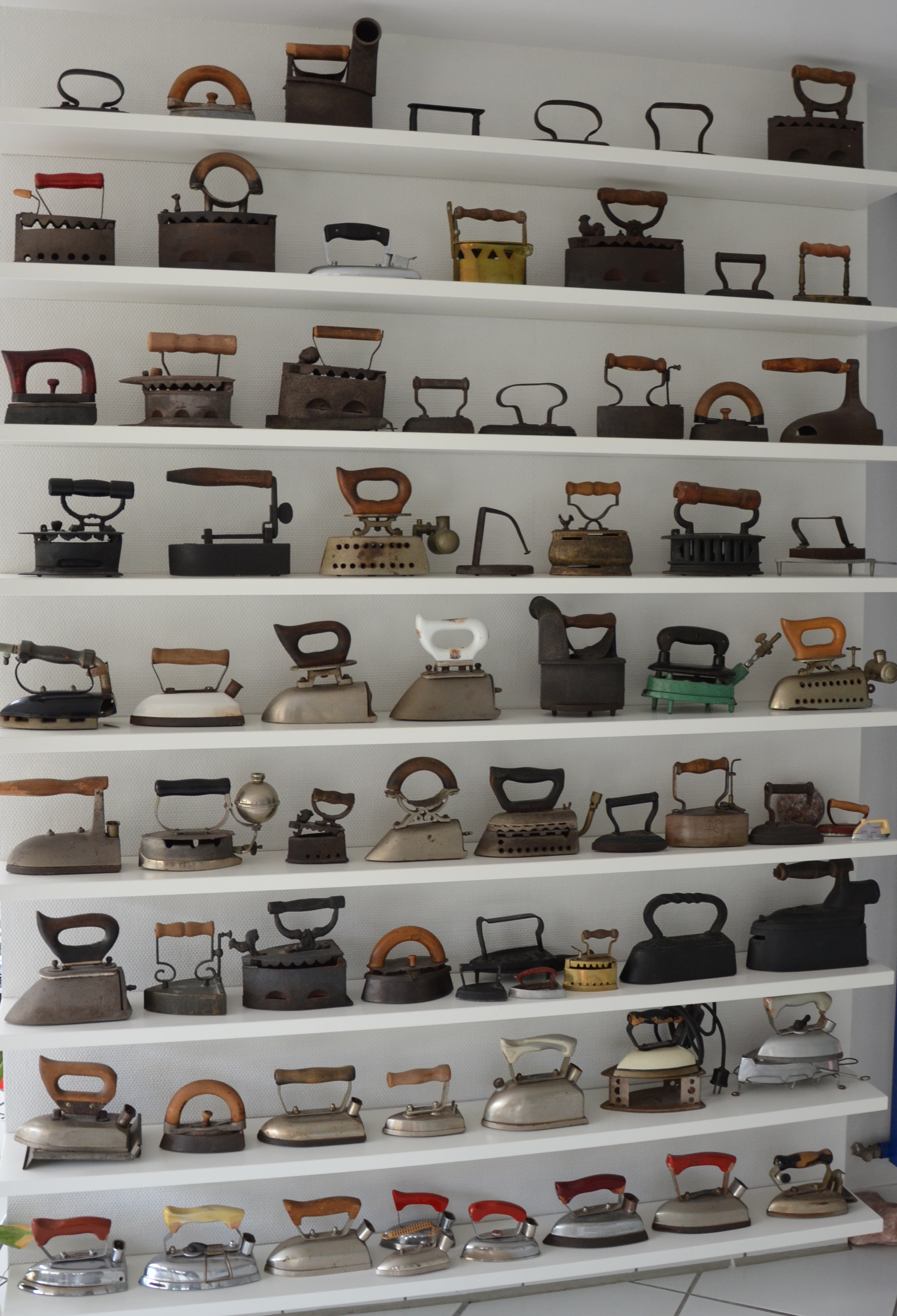
Colección de planchas

Históricamente, las planchas han tenido diversas variantes, por lo que han recibido muchos nombres:
- Flatiron o alisador

El nombre general de una plancha de mano que consiste simplemente en un mango y una base metálica sólida y plana, y que recibe su nombre de la cara plana de planchado utilizada para alisar la ropa.
- Plancha sad o sadiron [4]

Mencionado anteriormente, significa "sólido" o hierro pesado, donde la base es un bloque sólido de metal, a veces se utiliza para referirse a las planchas con bases más pesadas que un típico "flatiron".
- Caja de planchar,  plancha de carbón[4]

Mencionada anteriormente; la base es un recipiente en el que se pueden introducir carbones calientes o un ladrillo o babosa de metal para mantener el hierro caliente. El hierro de lengua de buey debe su nombre a la forma particular del inserto, denominado "babosa de lengua de buey".
- Ganso en escocés,[6] gusing iron[4]

Un tipo de hierro plano o triste llamado así por la curva en forma de ganso en su cuello, y (en el caso del "ganso de sastre") su uso por los sastres.
- Plancha de cuellos

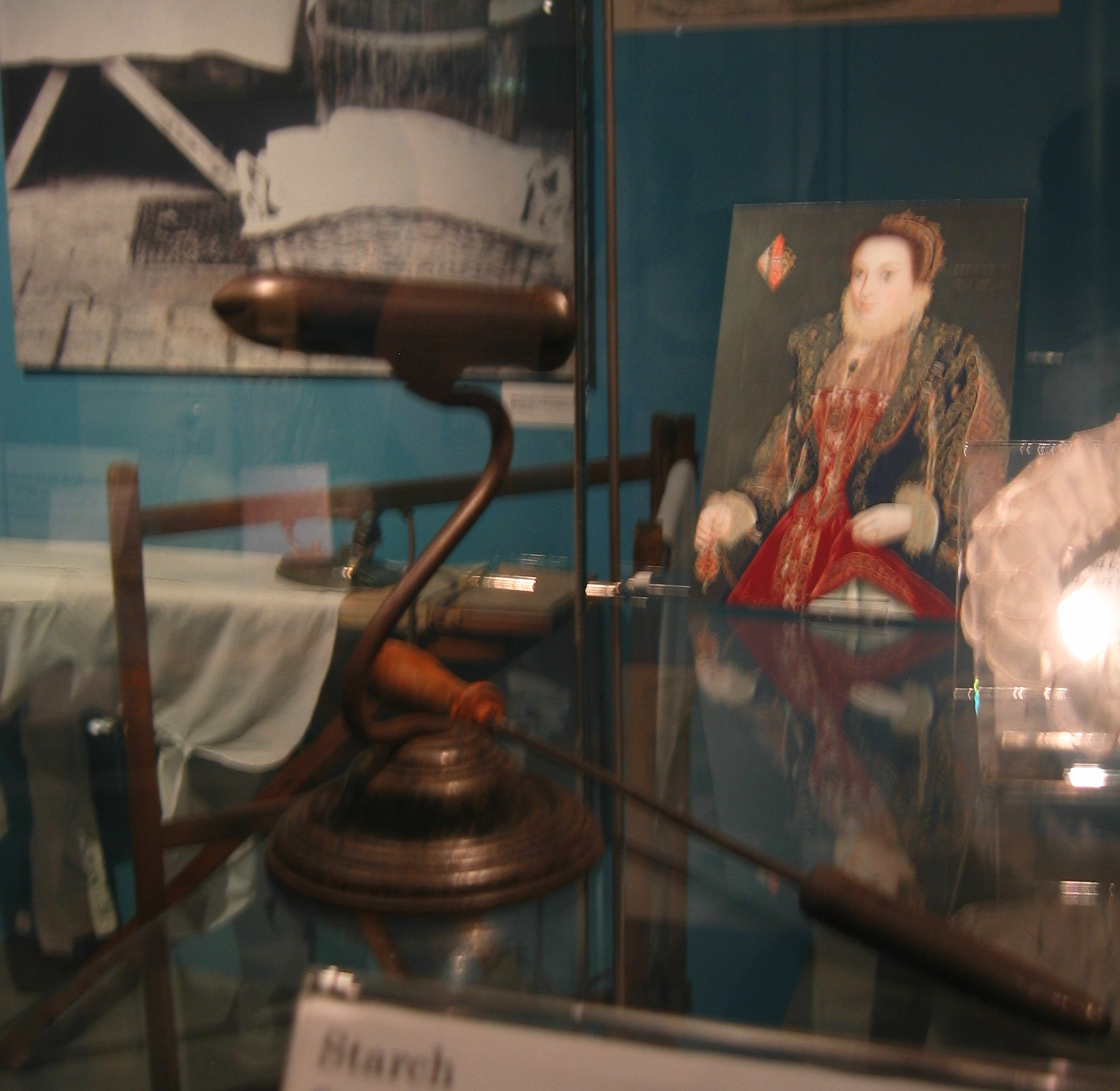
Plancha de cuello: cilindro de metal orientado horizontalmente sobre un soporte

Este tipo de plancha, actualmente en desuso, consiste en un cilindro de metal orientado horizontalmente sobre un soporte . Se utilizaba para planchar lechuguillas y cuellos.

## Higiene
El planchado de ropa evita, entre otras, tres enfermedades infecciosas: tifus, la fiebre de las trincheras y la fiebre recurrente epidémica.

## Características de las planchas modernas
Las planchas de vapor tienen un depósito de agua dentro de la plancha. El vapor que sale de la suela de la plancha facilita el planchado. En las estaciones de planchado a vapor, el vapor de un generador de vapor separado (en la mesa o debajo de la tabla de planchar) se alimenta a través de una manguera a la plancha.  Estas planchas poseen un indicador que muestra la cantidad de agua que queda en el depósito y calienta la ropa con vapor. Algunos modelos de plancha poseen un dispositivo de golpe de vapor -lanza un golpe de vapor a la prenda cuando el usuario aprieta un botón.
Las planchas modernas poseen un termostato que asegura el mantenimiento constante de la temperatura, mediante la conexión y desconexión automática del calentador eléctrico contenido en la plancha. Las planchas incorporan un dial de control de temperatura que muestra las posibilidades de temperatura, generalmente mostrando tipos de prenda en lugar de grados de temperatura;
El cuerpo exterior de la plancha se encuentra diseñado de manera de poder colocarla en una posición, de modo que la parte caliente no entre en contacto con las prendas o la tabla. Así mismo, el punto en que el cable se conecta a la plancha tiene un muelle para alejarlo de la vía de planchado en el momento en que se baja la plancha (previene incendios, es más conveniente, etc.)
- Control a través del dial de la cantidad de vapor que se quiere emitir de manera constante;
- Control anti-quemado -si la plancha se deja sobre las prendas durante mucho rato, se desconecta automáticamente para evitar incendios;
- Control de ahorro de energía -si la plancha se deja sin uso durante varios (10-15) minutos, se apaga para ahorrar energía y evitar incendios.

### Características especiales
- Recubrimientos antiadherentes: Algunas planchas vienen con suelas recubiertas de materiales como teflón o cerámica. Estos revestimientos evitan que la tela se pegue a la plancha y facilitan su limpieza.

- Sistemas antigoteo: Para evitar que salga agua cuando la plancha no está lo bastante caliente para producir vapor, muchas planchas tienen sistemas antigoteo. Esta función evita que el agua gotee sobre la ropa y provoque manchas de agua.

- Función de autolimpieza: Las planchas pueden incluir una función de autolimpieza que ayuda a eliminar los depósitos minerales y la acumulación de cal de las salidas de vapor. Esto prolonga la vida útil de la plancha y garantiza un rendimiento constante del vapor.

- Vapor vertical: Esta función permite utilizar la plancha en posición vertical para vaporizar prendas colgadas, lo que resulta útil para refrescar la ropa o eliminar las arrugas de tejidos delicados que no se pueden planchar en plano.

- Apagado automático: Por seguridad, muchas planchas modernas tienen una función de apagado automático que apaga la plancha automáticamente tras un periodo de inactividad. Así se evitan accidentes y se reduce el riesgo de incendio.

- Diseños inalámbricos: Algunas planchas son inalámbricas, lo que significa que funcionan con baterías recargables. Este diseño elimina la molestia de los cables y hace que el planchado sea más flexible y cómodo.

## Notas de uso

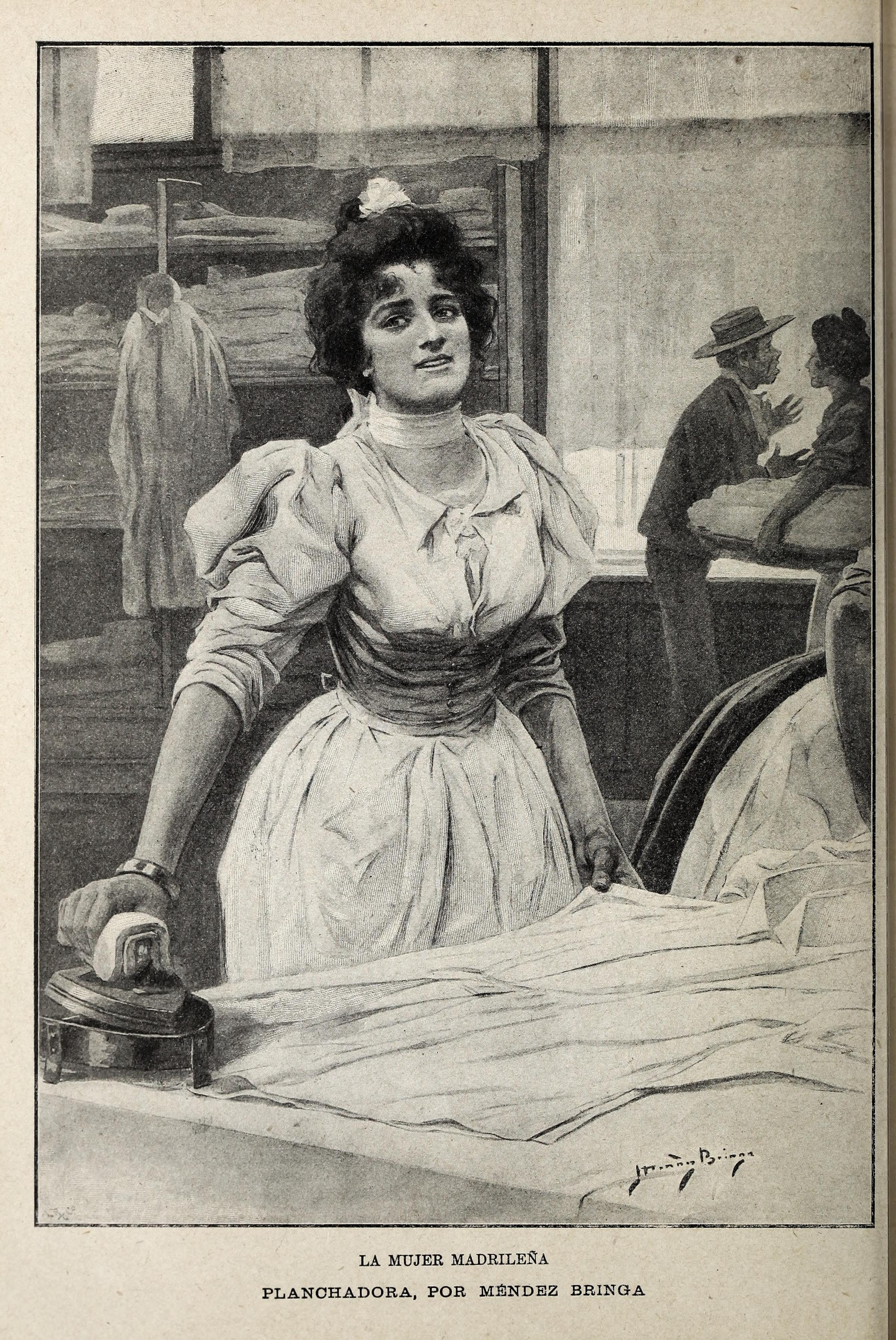
Planchadora, de Narciso Méndez Bringa, 1898.